# Kai Besar
Kai Besar (ook wel Kei Besar, Groot Kei; in de lokale taal Ewavs: Nuhu Yut) maakt deel uit van de Kei-eilanden in de Molukken, Indonesië. Die bestaat in principe uit vier groepen:
1. Kei Besar (Groot Kei, wordt ook wel Hoog Kei genoemd)
2. Kei Kecil (Klein Kei, wordt ook wel Laag Kei genoemd)
3. de Tayando groep
4. de Kur groep

Op het noord- en zuidpunt van Kei Besar treft men een strook van koraalvorming, volkomen gelijk aan die van Kei Kecil. Dit eiland bestaat uit zwaar bergterrein en vormt één bergketen. De voornaamste toppen verheffen zich tot een hoogte van bijna 900 meter.
Volgens oude bronnen bestond Kei Besar uit 7 districten: Waaijer, Elat, Nirun, Fer, Jamtil, Eli en Watlaar.
Nederland telt een honderdtal gezinnen die afkomstig zijn van Kei Besar; men is daar overwegend protestant.